# Seven Femenino de Hong Kong 2018
El Seven Femenino de Hong Kong de 2018 fue la vigésimo primera edición del torneo de rugby 7.
El campeón del torneo clasificó a la Serie Mundial Femenina de Rugby 7 2018-19.
Se desarrolló en el So Kon Po Recreation Ground de la ciudad de Hong Kong, República Popular China.

## Equipos participantes
| - Kenia - Sudáfrica - Hong Kong - Japón - Kazajistán - Bélgica - Gales - Polonia | - México - Papúa Nueva Guinea - Argentina - Brasil |

## Fase de grupos

### Grupo A
| Equipo             | Encuentros | Encuentros | Encuentros | Encuentros | Tantos  | Tantos    | Tantos     | Puntos |
| Equipo             | jugados    | ganados    | empatados  | perdidos   | a favor | en contra | diferencia | Puntos |
| ------------------ | ---------- | ---------- | ---------- | ---------- | ------- | --------- | ---------- | ------ |
| Kenia              | 3          | 3          | 0          | 0          | 81      | 17        | +64        | 9      |
| Sudáfrica          | 3          | 2          | 0          | 1          | 69      | 41        | +28        | 7      |
| Papúa Nueva Guinea | 3          | 1          | 0          | 2          | 49      | 48        | +1         | 5      |
| México             | 3          | 0          | 0          | 3          | 5       | 98        | –93        | 3      |

### Grupo B
| Equipo     | Encuentros | Encuentros | Encuentros | Encuentros | Tantos  | Tantos    | Tantos     | Puntos |
| Equipo     | jugados    | ganados    | empatados  | perdidos   | a favor | en contra | diferencia | Puntos |
| ---------- | ---------- | ---------- | ---------- | ---------- | ------- | --------- | ---------- | ------ |
| China      | 3          | 3          | 0          | 0          | 64      | 19        | +45        | 9      |
| Brasil     | 3          | 2          | 0          | 1          | 65      | 41        | +24        | 7      |
| Hong Kong  | 3          | 1          | 0          | 2          | 24      | 69        | –45        | 5      |
| Kazajistán | 3          | 0          | 0          | 3          | 29      | 53        | –24        | 3      |

### Grupo C
| Equipo    | Encuentros | Encuentros | Encuentros | Encuentros | Tantos  | Tantos    | Tantos     | Puntos |
| Equipo    | jugados    | ganados    | empatados  | perdidos   | a favor | en contra | diferencia | Puntos |
| --------- | ---------- | ---------- | ---------- | ---------- | ------- | --------- | ---------- | ------ |
| Bélgica   | 3          | 3          | 0          | 0          | 43      | 5         | +38        | 9      |
| Gales     | 3          | 2          | 0          | 1          | 71      | 34        | +37        | 7      |
| Argentina | 3          | 1          | 0          | 2          | 26      | 64        | –38        | 5      |
| Polonia   | 3          | 0          | 0          | 3          | 22      | 59        | –37        | 3      |

## Fase Final

### Copa de oro
|  | Cuartos de final   | Cuartos de final   | Cuartos de final |           |           | Semifinales | Semifinales | Semifinales |  |       | Copa  | Copa | Copa |  |
|  |                    |                    |                  |           |           |             |             |             |  |       |       |      |      |  |
|  |                    |                    |                  |           |           |             |             |             |  |       |       |      |      |  |
|  | China              | China              | 31               |           |           |             |             |             |  |       |       |      |      |  |
|  | China              | China              | 31               |           |           |             |             |             |  |       |       |      |      |  |
|  | Papúa Nueva Guinea | Papúa Nueva Guinea | 10               |           |           |             |             |             |  |       |       |      |      |  |
|  | Papúa Nueva Guinea | Papúa Nueva Guinea | 10               |           | China     | China       | 17          |             |  |       |       |      |      |  |
|  |                    |                    |                  |           | China     | China       | 17          |             |  |       |       |      |      |  |
|  |                    |                    | Bélgica          | Bélgica   | 5         |             |             |             |  |       |       |      |      |  |
|  | Bélgica            | Bélgica            | Bélgica          | Bélgica   | 5         | 17          |             |             |  |       |       |      |      |  |
|  | Bélgica            | Bélgica            |                  |           |           |             |             |             |  |       |       |      |      |  |
|  | Brasil             | Brasil             | 12               |           |           |             |             |             |  |       |       |      |      |  |
|  | Brasil             | Brasil             | 12               |           |           |             |             |             |  | China | China | 31   |      |  |
|  |                    |                    |                  |           |           |             |             |             |  | China | China | 31   |      |  |
|  |                    |                    | Sudáfrica        | Sudáfrica | 14        |             |             |             |  |       |       |      |      |  |
|  | Sudáfrica          | Sudáfrica          | Sudáfrica        | Sudáfrica | 14        | 26          |             |             |  |       |       |      |      |  |
|  | Sudáfrica          | Sudáfrica          |                  |           |           |             |             |             |  |       |       |      |      |  |
|  | Gales              | Gales              | 0                |           |           |             |             |             |  |       |       |      |      |  |
|  | Gales              | Gales              | 0                |           | Sudáfrica | Sudáfrica   | 12          |             |  |       |       |      |      |  |
|  |                    |                    |                  |           | Sudáfrica | Sudáfrica   | 12          |             |  |       |       |      |      |  |
|  |                    |                    | Kenia            | Kenia     | 7         |             |             |             |  |       |       |      |      |  |
|  | Kenia              | Kenia              | Kenia            | Kenia     | 7         | 17          |             |             |  |       |       |      |      |  |
|  | Kenia              | Kenia              |                  |           |           |             |             |             |  |       |       |      |      |  |
|  | Argentina          | Argentina          | 12               |           |           |             |             |             |  |       |       |      |      |  |
|  | Argentina          | Argentina          | 12               |           |           |             |             |             |  |       |       |      |      |  |
|  |                    |                    |                  |           |           |             |             |             |  |       |       |      |      |  |

| Bandera de la República Popular China        |
| Clasificado a la serie mundial 2018-19 China |